# Ditassa lindemanii
Ditassa lindemanii är en oleanderväxtart som beskrevs av G. Morillo. Ditassa lindemanii ingår i släktet Ditassa och familjen oleanderväxter. Inga underarter finns listade i Catalogue of Life.